# 約翰·鮑爾 (1925年出生足球運動員)
約翰·鮑爾（英語：John Ball；1925年3月13日—1998年7月16日）是一位英格蘭足球運動員，在場上的位置是後衛，曾效力威根竞技、曼聯和博尔顿。
鮑爾生於英格蘭蘭開夏梅克菲尔特印斯，第二次世界大戰期間在威根竞技展開其足球生涯。由於球會大量球員被徵召參軍，餘下的球員通常會客串其它球會出賽，以助其它球會有足夠上場人數。這時間他除了效力威根外，並曾客串格雷夫森德上場。
1948年2月，鮑爾以£2,000轉會費轉投曼聯。兩個月後首次代表球會上場，參加在1948年4月10日以2-0輸給埃弗顿的比賽。他在球會從不是正選球員，效力兩年聯賽共上場23次後，便在1950年9月轉投博尔顿。
鮑爾在博尔顿發展不錯，共效力球會8年並在聯賽上場超過200次，至1958年才退役。1960年，他獲委任為威根竞技主教練，3年後便退下足球事業，開始繪畫和裝修事業。後來他移居至澳洲，在1998年7月離世，享年73歲。